# اسحاق عذری بیگدلی
اسحاق‌بیگ بیگدلی شاملو مشهور و متخلص به عُذْری (؟ - ۱۷۷۱م) شاعر ایرانی دورهٔ زندی بود.

## زندگی و شاعری
اسحاق‌بیگ فرزند آقاخان بیگدلی شاملو در سالی نامعلوم در اصفهان زاده شد، برادر کوچک‌تر لطفعلی‌بیگ آذر بود. «وی در انواع شعر توانایی داشت و غزل را خوب می‌سرود.» به زندگی‌نامه‌نویسی نیز روی آورد، اثری از او با عنوان تذکرهٔ اسحاق‌بیگ دربارهٔ زندگی و آثار شاعران معروف است و سه نسخهٔ خطی آن در کتابخانهٔ مدرسهٔ عالی مطهری موجود بوده‌است.

تذکره عذری بیگدلی مجموعه ای از اشعار شاعران فارسی زبان تا قرن دوازدهم هجری قمری است و حدود ۷۵۰۰ بیت است که در چهار بخش قصیده، غزل، قطعه و رباعی تنظیم شده است.  بیشتر اشعار موجود در این تذکره، همان ابیات موجود در آتشکده آذر است، اما ابیاتی از شاعران معاصر عذری بیگدلی مانند عاشق اصفهانی، رفیق اصفهانی و ...در تذکره عذری دیده می شود که حتی در دیوان آن شاعران نیز ثبت نشده است.
عذری در سال ۱۱۸۵ق در اصفهان و در جوانی درگذشت. در مراسم تشییع او افراد بسیاری شرکت داشتند و برادرش آذر نزد تابوت او این بیت را «می‌خواند و می‌گریست»:
| کدامین ماه را یا رب در این محمل بود منزل؟ |  | که محمل می‌رود از شهر و شهری از پی محمل |

ماده‌تاریخ درگذشت او از نظمی تبریزی:
| عذری که به اوستادی او    |  | قول و غزلش دهد گواهی   |
| آن نادره‌گو که بود عالم   |  | بر فضل و کمال او مباهی |
| ناگه بگسست دل ز هستی     |  | چون کار زمانه دید واهی |
| القصه:چو او از این گذرگه |  | بر جانب دوست گشت راهی  |
| گفتند برای سال فوتش:     |  | پیوسته به رحمت الهی    |

این تذکره در سال ۱۳۹۵ به تصحیح فاطمه سلحشور و دکتر احمدرضا یلمه‌ها توسط انتشارات راشدین به چاپ رسیده است.